# Åsum Kirke
Åsum Kirke er en kirke i Åsum Sogn i Odense Kommune. Kirken ligger midt i den lille landsby Åsum tæt på Odense Å.
Den romanske kirke er nævnt første gang 1339, blandt andet i forbindelse med, at biskop Peder af Odense besluttede at beboerne i Rågelund skulle søge Åsum Kirke frem for Marslev. Den beslutning måtte indskærpes både 1369 og 1374.
Kirken tilhørte 1360 Skt. Knuds Kloster i Odense, der efter reformationen 1536 fik status af kongeligt len og beholdt sine ejerskaber, også over Åsum Kirke. 1565 blev den annekskirke til Gråbrødre Klosterkirke i Odense, men dens indtægter blev 1572 overdraget til læsemesteren ved Odense Latinskole, der herefter skulle betjene kirken. Fra 1720 indgik den i det fynske ryttergods, men blev lagt tilbage til latinskolens teologiske professor o. 1734 og fulgte med ved sammenlægningen 1802 af byens latinskole og gymnasium til Odense Katedralskole.
Kirken har været annekskirke til Seden Kirke siden 1739.

## Bygning
Kirken er et sengotisk langhus opført af munkesten i polsk skifte, der har erstattet en ældre, romansk kirke. Langhuset blev bygget i to etaper begyndende fra øst; skiftet mellem de to etaper aftegner sig som et spring i facaden. Byggeriet er måske påbegyndt i tiden efter 1377, da der ifølge skriftlige kilder foregik byggearbejder ved kirken. Bygningen måler 28,5 x 9,5 meter.
Våbenhuset er føjet til langhusets nordside o. 1484 (ifølge en dendrokronologisk analyse af tagværket), og tårnet blev rejst i første fjerdedel af 1500-tallet. I sin nuværende udformning bærer kirke præg af en omfattende istandsættelse 1816, hvor blandt andet indgangspartiet og vinduerne blev udvidet.
Det nedrevne romanske kirke på stedet er påvist af de granitkvadre, der er genanvendt i den senkotiske kirkebygning som sokkelsten. Muligvis stammer også genanvendt kløvet kamp fra den romanske kirke.

## Kalkmalerier
En gotisk udsmykning af langhusets østligste hvælv fra o. 1500-25 blev fremdraget 1886 af J. Magnus Petersen, men atter overkalket. Maleriet kendes fra en akvarel i Nationalmuseet. Det viste Dommedagen med Kristus siddende på regnbuen med Nådens Lilje og Dommens Sværd udgående fra hovedet. Under regnbuen rejste de døde sig fra deres grave, og ved hans sider knælede Jomfru Maria og Johannes Døberen. Længst mod nord - bag Maria - modtog Skt. Peter de frelste sjæle ved Himmelborgen, mens Helvedesgabet åbnede sig i maleriets søndre hjørne.

## Inventar
Det eneste middelalderlige inventar, der er bevaret i kirken er den romanske døbefont, der hører til de fynske løvefonte, som især findes i Bjerge Herred. Alterstagerne og stolestaderne går tilbage til 1600-tallet, men sidstnævnte er ombygget flere gange, senest i 1900-tallet. Alterkalken er udført 1665. Prædikestolen er fra cirka 1897-98, mens alterbordet fra 1952 og altertavlen fra 1945 er udført af Vagn Rud-Petersen. Sidstnævnte rummer sønnen Rudolf Rud-Petersens maleri 'Skærtorsdag'.
Et maleri af Jakobs rejse til Egypten er tilsyneladende malet i 1600-tallet, men blev først skænket til kirken 1821. Maleriet blev kort efter 1955 foræret til en lokal beboer som brænde(!), men endte med i stedet at blive brugt til at tætne loftet i dennes udhus. Omkring 1992 kom det så tilbage til kirken. I tårnet hænger to klokker, der er støbt 1701 og 1702 af klokkestøber Conrad Kleimann i Lübeck. Endnu et maleri er ophængt i koret. Det er Poul Steffensens skildring af Jesus og Den Rige Yngling og det er sandsynligvis identisk med det maleri, Ferring Kirke ønske at benytte som altermaleri 1912.

I våbenhuset hænger kirkens forhenværende altermaleri fra 1831, der forestiller Bønnen i Getsemane Have og er det eneste altermaleri F. L. Storch udførte før 1850. Billedet indtager en særlig position i 1800-tallets behandling af motivet, idet Storch overtog den skildring af Jesus i stor figur, C. W. Eckersberg havde introduceret 1824 i sin behandling af emnet til altertavlen i Vor Frue Kirke i Svendborg (1824), men placerede Jesus helt forrest i billedet og vendt frontalt mod beskueren, der derved engageres direkte og følelsesmæssigt i bønnen. Denne løsning er typisk for guldalderens nybrud i kirkekunsten, men i det givne emne var involvering af beskueren i Jesu spirituelle lidelser så radikal, at løsningen først tages tages op igen flere årtier efter af Anton Dorph.

## Gravminder
Kirken rummer en romansk gravsten, der stammer fra den forrige kirkebygning og nu er indmuret i korets østgavl, samt tre liggesten fra cirka 1700 og fragmenter af to gravrammer fra det 18. århundrede.

## Galleri
- Åsum Kirkes tårn
- Åsum Kirke fra nord
- Åsum Kirke fra syd
- Maleri af H.A. Brendekilde, L.A. Ring maler ved Aasum Smedje fra 1893 - Åsum Kirke ses i baggrunden
- Bønnen i Getsemane Have

## Eksterne kilder og henvisninger
- Wikimedia Commons har flere filer relateret til Åsum Kirke
- Åsum Kirke hos KortTilKirken.dk
- Åsum Kirke hos danmarkskirker.natmus.dk (Danmarks Kirker, Nationalmuseet)